# Alto Araguaia
Alto Araguaia là một đô thị thuộc bang Mato Grosso, Brasil. Đô thị này có diện tích 5538,022 km², dân số năm 2007 là 13770 người, mật độ 2,49 người/km².